# Foro GNP Seguros
El Foro GNP Seguros (anteriormente Coliseo Yucatán) es un auditorio de usos múltiples situada en Mérida, en el estado de Yucatán, en México.
Se inauguró el 8 de febrero de 2014 con un histórico concierto de la banda mexicana Maná.

## Historia
El recinto fue inaugurado en 2014 y fue propiciado por los empresarios Carlos Mouriño Terrazo, Arturo Gilio Hamdan y Pedro Vaca Alguero. En 2019 cambió su nombre a Foro GNP Seguros, aseguradora del conglomerado Grupo BAL.
Como plaza de toros está catalogada de segunda categoría, siendo de primera categoría la plaza de toros de Mérida. De entre los festejos taurinos celebrados señalar la puerta grande para Pablo Hermoso de Mendoza y Roca Rey (2015).

## Conciertos
Algunos conciertos destacados en el Foro GNP han sido:
- Maná (8 de febrero de 2014) Drama y Luz World Tour
- Jesús Adrián Romero (23 de octubre de 2014) Tour Soplando Vida
- Ricky Martin (31 de octubre de 2014) Live in México
- Laura Pausini (26 de noviembre de 2014) The Greatest Hits World Tour
- Los Tigres del Norte (30 de octubre de 2015)
- Maná (22 de noviembre de 2015) Cama Incendiada Tour
- Marcos Witt (13 de febrero de 2016) Tour Sigues Siendo Dios
- Juan Gabriel (20 de febrero de 2016)
- Pandora (16 de abril de 2016)
- Pepe Aguilar (13 de mayo de 2016)
- Raphael (25 de mayo de 2016) Raphael Sinphónico World Tour
- Emmanuel y Mijares(26 de mayo de 2016)
- Gloria Trevi (2 de junio de 2016) El amor World Tour
- Ha*Ash (18 de junio de 2016) Primera Fila Hecho realidad tour
- Roberto Carlos (3 de octubre de 2016)
- Alejandro Sanz (17 de octubre de 2016) Sirope Tour
- Maluma (29 de octubre de 2016)
- Ha*Ash (8 de marzo de 2018) Gira 100 años contigo
- 90’s PopTour (28 de abril de 2018)
- Yuridia (20 de octubre de 2018) Desierto Tour
- Luis Miguel (26 y 27 de octubre de 2018) Gira México por siempre
- David Garrett (31 de octubre de 2018) Explosive Tour.
- Chayanne. (06 y 7 de marzo de 2019). Desde el Alma Tour.
- Yuri y Pandora. (6 de abril de 2019). Juntitas Tour
- Maluma (28 de noviembre de 2019)
- Matute (20 de diciembre de 2019). Planeta Retro Tour
- Alejandra Guzmán (29 de febrero de 2020).  La Guzmán Tour
- Hombres G (11 de marzo de 2020)
- Carlos Rivera (13 de marzo de 2020). Guerra Tour
- Alejandro Fernández (8 de mayo de 2020)
- 31 Minutos (3 de abril de 2022) Yo Nunca Vi Televisión
- Matute (7 de abril de 2022) Planeta Retro Tour
- Zoé (22 de abril de 2022) Sonidos de Karmática Resonancia
- Morat (23 de abril de 2022) A dónde vamos tour
- Rels B (24 de abril de 2022)
- Sebastián Yatra (29 de abril de 2022)
- Kenia Os (7 de mayo de 2022) Kenia Os World Tour
- Ha*Ash (7 de octubre de 2022) Gira mi salida contigo
- Natanael Cano (7 de octubre de 2023) Tumbado Tour